# Pierguba (stacja kolejowa)
Pierguba (ros. Пергуба, krl. Perälahti) – stacja kolejowa w miejscowości Pierguba, w rejonie miedwieżjegorskim, w Karelii, w Rosji. Położona jest na linii Wołchow - Murmańsk.